# Holochlora japonica
Holochlora japonica är en insektsart som beskrevs av Brunner von Wattenwyl 1878. Holochlora japonica ingår i släktet Holochlora och familjen vårtbitare. Inga underarter finns listade i Catalogue of Life.